# Teksaška sedmorica
Teksaška sedmorica (izv. The Texas Seven ili Texas 7), naziv za skupinu zatvorenika koji su 13. prosinca 2000. pobjegli iz strogo čuvanog teksaškog zatvora John B. Connally Unit, pokraj Kenedyja u Teksasu. Ovu sedmoročlanu skupinu činili su George Rivas, Michael Rodriguez, Joseph Garcia, Randy Halprin, Larry Harper, Patrick Murphy i Donald Newbury. 
Sva sedmorica su nakon uhičenja osuđeni na smrt (2003) zbog ubojstva policijskog službenika Aubreya Hawkinsa iz Irvinga, kojeg su počinili nakon jedne pljačke za vrijeme dok su bili u bijegu.
Larry Harper počinio je samoubojstvo da ne bi bio uhvaćen.
Michael Anthony Rodriguez pogubljen je smrtonosnom injekcijom 14. kolovoza 2008. u Huntsvilleu u Teksasu. Vođa ove skupine George Rivas pogubljen je također smrtonosnom injekcijom 29. veljače 2012.
Donald Newbury pogubljen 4. veljače 2015.
Trojica preživjelih članova Sedmorice danas se nalaze u strogom zatvoru Allan B. Polunsky Unit u West Livingston, okrug Polk, Teksas. 
- Huntsville Unit, Huntsville Teksas. Mjesto gdje su pogubljeni mnogi najteži američki kriminalci, a među njima i Rodriguez i Rivas.
- Polunsky Unit u West Livingstonu gdje svoj kraj čekaju preživjeli pripadnici Teksaške sedmorice.

## Vanjske poveznice
- ‘Texas 7′ Prison Fugitive Scheduled For Execution Wednesday
- The Texas Sseven Prison Escape  Arhivirana inačica izvorne stranice od 6. veljače 2015. (Wayback Machine)